# Desafío urbano
Desafió urbano es una película venezolana estrenada en 2018, es la última producción de Oscar Rivas Gamboa. Como anteriores producciones de este director, esta largometraje buscó innovar en el mundo del cine venezolano, siendo la misma pionera en el género musical para Venezuela. La película, que tiene como escenarios un conservatorio musical en Caracas y varias locaciones de República Dominicana, busca refrescar el mundo de los largometrajes venezolanos con la ayuda de los jóvenes del momento y la siguiente generación.

## Argumento
Jesús Daniel ha soñado toda su vida estudiar en el Conservatorio de las Américas, un instituto especializado en la enseñanza superior de bellas artes. Su padre es el jardinero de este prestigioso lugar y ahora Jesús, después de una serie de exigentes pruebas de talento artístico, y gracias a una beca, se convierte en alumno.
Tito es un estudiante regular del conservatorio, es un muchacho talentoso pero muy arrogante. Su familia tiene mucho dinero y poder. Tito se siente con derecho a todo y no le importan los medios para obtenerlo. Su novia Constanza es una gran bailarina y al igual que Tito, su familia es muy adinerada. Pero “Coti” es diferente, está cansándose de la actitud de Tito, y conocer a Jesús terminará de convencerla de cortar su relación. Tito buscará muchas maneras de vengarse del “Jardinerito”, como ha bautizado a Jesús Daniel.
En el Conservatorio de las Américas se preparan los virtuosos de la música y del canto. Allí estudian los instrumentistas, los bailarines y los actores que sorprenderán al mundo, siguiendo una tradición de muchos años. El instituto se ha mantenido inflexible en su enseñanza y sus costumbres hasta ahora. La tecnología, las redes sociales, las nuevas tendencias artísticas, la juventud y la rebeldía de algunos alumnos han comenzado a sacudir el Conservatorio y a escondidas, detrás de sus muros, en sus sótanos, antes y después de clases, los alumnos son libres de expresarse como quieren.
“Uno Más” es el nombre de un Hacker que se ha convertido en la voz de los estudiantes, que invade clandestinamente las comunicaciones para anunciar todo tipo de eventos que los profesores no pueden controlar.
Y en medio de toda esta locura artística, hay un profesor que entiende a sus alumnos. Se trata de Yor Carles, quien sabe muy bien que las artes no pueden ser reprimidas. Yor será el apoyo más importante de Jesús, para que su talento no tenga límites.
Después de muchas batallas, la rivalidad entre Tito y Jesús se llevará a otro terreno: al “Festival Internacional Desafío Urbano en Punta Cana”, República Dominicana. Allá llegarán como dos enemigos, pero aprenderán la lección más grande que ningún instituto puede enseñar.

## Reparto
Protagonistas:
- Jesus Ceballos
- Tito 10
- Valerie Rossetti
- Franyeli Da Silva
- DJ Pana
- Nathaly Acedo
- Antonio Deli
- Bárbara Di Flaviano
- Gustavo Camacho
- Yessika Grau
- Antonio cuevas
- Ana Karina Casanova
- Yorky
- Jesus Servo

## Producción

### Rodaje
La película se desarrolla en un conservatorio musical en Caracas y en varias locaciones de República Dominicana. La película se realizó cuidando muchos detalles en la música, las coreografías y los diálogos con acento neutro para ser comercializada en gran parte de los países de América Latina y el Caribe.

## Media

### Discografía
La película “Desafío Urbano” cuenta con una banda sonora que incluye 10 temas de trap y reguetón, que se inmortalizará en un disco compacto que estará disponible en todas las plataformas digitales, producido por Jesús y Yorky, DJ Pana y Tito 10. Bajo la dirección musical de Raziel. Oscar Rivas Gamboa explicó que esta banda sonora se realizó en el estudio 360, con el ingeniero de sonido Gustavo Gonzales y la posproducción de sonido de Frank Rojas, para tener un sonido surround.

## Recepción
La película se estrenó el 6 de julio de 2018, contó aproximadamente con 6.000 espectadores. Para el 2019 el director Oscar Rivas Gamboa señaló que se van a ir desprendiendo los videoclips que se podrán ver en YouTube, así como en canales de música internacionales, como HTV y Ritmo Son Latino, entre otros. Además de exponer el largometraje a través de la plataforma de netflix.